# Jack Kelsey
Alfred John "Jack" Kelsey (Swansea, 19 de novembro de 1929 - 18 de março de 1992) foi um futebolista galês que atuava como goleiro e jogou sua carreira inteira no Arsenal. Ele é considerado um dos maiores goleiros Galeses de todos os tempos.

## Carreira

### Arsenal
Jack Kelsey nasceu em Swansea e foi visto jogando por um ex-jogador do Arsenal, Les Morris, enquanto ele jogava pelo seu time local, Winch Wen, na Swansea & District League. Morris recomendou Kelsey ao Arsenal, que, ao ver o goleiro por alguns jogos, decidiu contratá-lo. O Arsenal já tinha George Swindin como goleiro titular e Kelsey não pôde fazer mais do que esperar pela chance de jogar pela primeira equipe.
Após dois anos na equipe reserva, Kelsey fez sua estréia no time principal contra o Charlton Athletic em 24 de fevereiro de 1951, no Highbury, depois que Swindin se lesionou; No entanto, o primeiro jogo de Kelsey não foi bom pois o Arsenal perdeu por 5 a 2, sua maior derrota em casa desde novembro de 1928. Kelsey fez quatro jogos naquela temporada e não participou da campanha para chegar até a final da FA Cup da temporada 1951-52.
Após uma temporada inteira como reservas, ele retornou ao time durante a temporada 1952-53, dividindo as funções de goleiro com Swindin e Ted Platt; ele fez 29 jogo em um time que conquistou o título da Primeira Divisão. Com uma construção robusta e consistentemente sólida, Kelsey conseguiu tirar Swindin do time (Swindin fez apenas duas aparições na temporada 1953-54) e passou a ser o goleiro titular do Arsenal nas próximas oito temporadas; Apenas um braço quebrado, sofrido em um jogo da FA Cup contra o Sheffield United em 1959, colocou Kelsey fora do time do Arsenal por um tempo considerável, com Jim Standen assumindo enquanto isso.
Apesar de sua carreira de jogador coincidir na maior parte com uma época sem conquistas para o Arsenal - seu melhor resultado foi o terceiro lugar em 1958-59 - ele ainda é considerado pelo clube como um dos seus maiores sempre goleiros. Ele também foi vice-campeão na primeira final da Taça das Cidades com Feiras em 1958, jogando contra o Barcelona.
A carreira de Kelsey foi interrompida depois que ele sofreu uma lesão nas costas jogando pela Seleção de Gales em um amistoso contra o Brasil em maio de 1962, enquanto tentava salvar um bola dos pés de Vavá; apesar de muitas tentativas de corrigir o ferimento, ele foi forçado a se aposentar um ano depois. Ele recebeu cerca de £ 5.000 em dinheiro  na época. No total, ele jogou 352 vezes pelo Arsenal, incluindo 327 jogos da Liga, 24 na FA Cup e 1 no Charity Shield.

### Seleção
Kelsey também se tornou um goleiro regular na Seleção Galesa, fazendo a sua estreia em 1954 e jogando 41 vezes no total. Ele foi goleiro do País de Gales na Copa do Mundo de 1958.[carece de fontes?] Eles acabaram sendo eliminados por 1 a 0 pelo Brasil nas quartas-de-final. Com a ajuda de Kelsey, o País de Gales não sofreu gol durante 70 minutos contra os brasileiros, até que um chute de Pelé desviou no galês Stuart Williams e conseguiu vencer Kelsey.

## Pós-Carreira e Morte
Depois de se aposentar como jogador, Kelsey trabalhou no Arsenal como gerente comercial do clube, finalmente se aposentando em 1989. Ele morreu em Londres em 1992, aos 62 anos de idade.
Em setembro de 2010, Kelsey foi introduzido no Hall da Fama do Futebol Galês.